# I Dreamed of Electric Sheep - Ho sognato pecore elettriche
I Dreamed of Electric Sheep - Ho sognato pecore elettriche è il diciottesimo album in studio del gruppo musicale italiano Premiata Forneria Marconi, pubblicato il 22 ottobre 2021 dalla Inside Out Music.

## Tracce
CD 1
Testi di Marva Marrow.
1. Worlds Beyond (Instrumental) – 3:17 (musica: Franz Di Cioccio, Patrick Djivas, Marco Sfogli, Luca Zabbini)
2. Adrenaline Oasis – 4:54 (musica: Franz Di Cioccio, Patrick Djivas, Luca Zabbini)
3. Let Go – 4:06 (musica: Franz Di Cioccio, Patrick Djivas)
4. City Life – 5:00 (musica: Franz Di Cioccio, Patrick Djivas, Marco Sfogli)
5. If I Had Wings – 4:23 (musica: Franz Di Cioccio, Patrick Djivas, Luca Zabbini)
6. Electric Sheep – 4:08 (musica: Franz Di Cioccio, Patrick Djivas)
7. Daily Heroes – 3:48 (musica: Franz Di Cioccio, Patrick Djivas)
8. Kindred Souls – 6:18 (musica: Franz Di Cioccio, Patrick Djivas, Luca Zabbini)
9. Transhumance (Instrumental - Bonus Track) – 1:06 (musica: Franz Di Cioccio, Patrick Djivas)
10. Transhumance Jam (Instrumental - Bonus Track) – 3:40 (musica: Franz Di Cioccio, Patrick Djivas, Marco Sfogli, Lucio Fabbri, Luca Zabbini, Flavio Premoli)

CD 2
Testi di Franz Di Cioccio, eccetto dove indicato.
1. Mondi paralleli (Strumentale) – 3:17 (musica: Franz Di Cioccio, Patrick Djivas, Marco Sfogli, Luca Zabbini)
2. Umani alieni – 4:54 (musica: Franz Di Cioccio, Patrick Djivas)
3. Ombre amiche – 4:06 (testo: Franz Di Cioccio, Gregor Ferretti – musica: Franz Di Cioccio, Patrick Djivas, Luca Zabbini)
4. La grande corsa – 5:00 (musica: Franz Di Cioccio, Patrick Djivas, Marco Sfogli)
5. AtmoSpace – 4:23 (testo: Franz Di Cioccio, Gregor Ferretti – musica: Franz Di Cioccio, Patrick Djivas, Luca Zabbini)
6. Pecore elettriche – 4:08 (musica: Franz Di Cioccio, Patrick Djivas)
7. Mr. Non lo so – 3:48 (musica: Franz Di Cioccio, Patrick Djivas)
8. Il respiro del tempo – 6:18 (testo: Franz Di Cioccio, Gregor Ferretti – musica: Franz Di Cioccio, Patrick Djivas, Luca Zabbini)
9. Transumanza (Strumentale - Bonus Track) – 1:06 (musica: Franz Di Cioccio, Patrick Djivas)
10. Transumanza Jam (Strumentale - Bonus Track) – 3:40 (musica: Franz Di Cioccio, Patrick Djivas, Marco Sfogli, Lucio Fabbri, Luca Zabbini, Flavio Premoli)

## Formazione
Gruppo
- Franz Di Cioccio – voce principale, batteria, arrangiamento
- Patrick Djivas – basso, tastiera, arrangiamento
- Marco Sfogli – chitarra elettrica ed acustica, arrangiamento (tracce 1-4), coro (traccia 8)
- Lucio Fabbri – violino, viola, coro (traccia 8)
- Alessandro Scaglione – tastiera, pianoforte, coro (traccia 8)
- Alberto Bravin – tastiera, chitarra acustica, cori, coro (traccia 8)

Altri musicisti
- Simone Bertolotti – programmazione
- Luca Zabbini – arrangiamento (tracce 1, 3, 5 e 8), organo Hammond, pianoforte e minimoog (tracce 1, 3, 5, 8 e 10)
- Ian Anderson – flauto (traccia 8)
- Steve Hackett – chitarra elettrica (traccia 8)
- Flavio Premoli – minimoog (traccia 10)

Produzione
- Iaia De Capitani – produzione
- Franz Di Cioccio – produzione artistica ed esecutiva
- Patrick Djivas – produzione artistica ed esecutiva, missaggio
- Simone Bertolotti – produzione aggiuntiva, registrazione, missaggio
- Andrea "Bernie" De Bernardi – mastering

## Classifiche
| Classifica (2021) | Posizione massima |
| ----------------- | ----------------- |
| Italia            | 20                |
| Svizzera          | 61                |